# La Chapelle-du-Bois-des-Faulx
La Chapelle-du-Bois-des-Faulx es una localidad y comuna francesa situada en la región de Alta Normandía, departamento de Eure, en el distrito de Évreux y cantón de Évreux-Nord.

## Demografía
| 142 | 143 | 213 | 355 | 410 | 460 |
| Para los censos de 1962 a 1999 la población legal corresponde a la población sin duplicidades (Fuente: INSEE [Consultar]) |     |     |     |     |     |

## Administración

### Entidades intercomunales
La Chapelle-du-Bois-des-Faulx está integrada en la Communauté d'agglomération d'Evreux. Además, para la prestación de determinados servicios públicos, pertenece a varios sindicatos intercomunales:
- S.I.V.U Cap Nord Est: actividades periescolares.
- Syndicat des CES du secteur scolaire d'Evreux (SICOSSE): construcción, conservación, mantenimiento y gestión de instalaciones y equipamientos deportivos.
- Syndicat de transport scolaire de Fontaine-sous-Jouy: transporte escolar.
- Syndicat de l'électricité et du gaz de l'Eure (SIEGE): suministro de gas y electricidad.
- S.I.V.O.S d'Emalleville La Chapelle-du-Bois-des-Faulx: para actividades escolares y extraescolares.
- Syndicat intercommunal des loisirs et sports d'Emalleville et de La Chapelle-du-Bois-des-Faulx: para actividades deportivas y de tiempo libre. Sólo tiene otro miembro, Émalleville.